# أيه بي كارتر
ألفين بليزانت ديلاني كارتر (بالإنجليزية: A. P. Carter) (15 ديسمبر 1891 – 7 نوفمبر 1960) والمعروف باسم أيه بي كارتر، هو موسيقي أمريكي راحل وأحد مؤسسي فريق عائلة كارتر، التي كانت من أبرز الفرق في تاريخ موسيقى الكانتري.

## السيرة
ألفين هو ابن روبرت كارتر ومولي أرفيل بيز، وولد في ماسيس سبرينغ في فرجينيا، وهي منطقة مدرجة الآن في بلدة هيلتونز في فرجينيا. وكان يطلق عليه أحيانًا لقب «دوك»
تزوج سارة دورتي في 18 يونيو 1915، وأنجب الزوجان ثلاثة أطفال: جلاديس وجانيت وجو. في عام 1927، شكل فرقة عائلة كارتر مع زوجته. انضمت إليهما ابنة عم سارة، وهي مايبيل كارتر، والتي كانت متزوجة من شقيق إيه بي، عزرا كارتر، وشكلوا معا أول مجموعة موسيقية في مجال موسيقى الكانتري. كان أيه بي يعمل كبائع متجول، وكان يسافر كثيرا في أنحاء جبال أبالاشيا، يقع موطنه في جنوب غرب ولاية فرجينيا، حيث كان موقعه قريبا من عدة ولايات في الجنوب. ترافق كارتر مع صديق أسود يدعى ليزلي ريدل، حيث كان يجمع ويمزج الأغاني، خاصة من موسيقى الأبالاش، ومن حضور الكنيسة في العديد من المناطق المعزولة، وهو ما وفر العديد من الأغاني الدينية للفريق. ارتبطت بعض الأغاني بشكل وثيق مع أيه بي كارتر حتى أنه يعتقد خطأ أنه مؤلفها.
جذبت الفرقة اهتمام شركة آر سي أيه فيكتور، حيث أرادت أن توسع سوق تسجيلاتها لبيع المزيد من آلات الأسطوانات التي تنتجها، والمسماة «فيكتورلا». أرسلت الشركة فريق تسجيل متنقل عبر البلاد بحثًا عن الموسيقى الرائجة، وتوقفت في إحدى محطاتها في مدينة بريستول في تينيسي، على بعد أميال قليلة من ماسيس سبرينغ، وذهبت عائلة كارتر إلى هناك لتسجيل بعض الأغاني، والتي سرعان ما أصبحت شائعة في أنحاء البلاد.
انفصل أيه بي وسارة في عام 1932، ويرجع ذلك جزئيا إلى علاقة سارة مع ابن عم أيه بي، وبسبب غياب أيه بي الطويل عن المنزل في وظيفته كبائع جوال، وكذلك بحثه عن أفكار موسيقية جديدة. وتطلقا في عام 1939. وظلت الفرقة معا لسنوات بعد ذلك، ولكنها انفصلت في عام 1943. استمرت مايبيل وبناتها في إقامة الجولات باسم عائلة كارتر، وترك أيه بي الموسيقى ليدير متجرا عاما في هيلتونز، فيرجينيا.

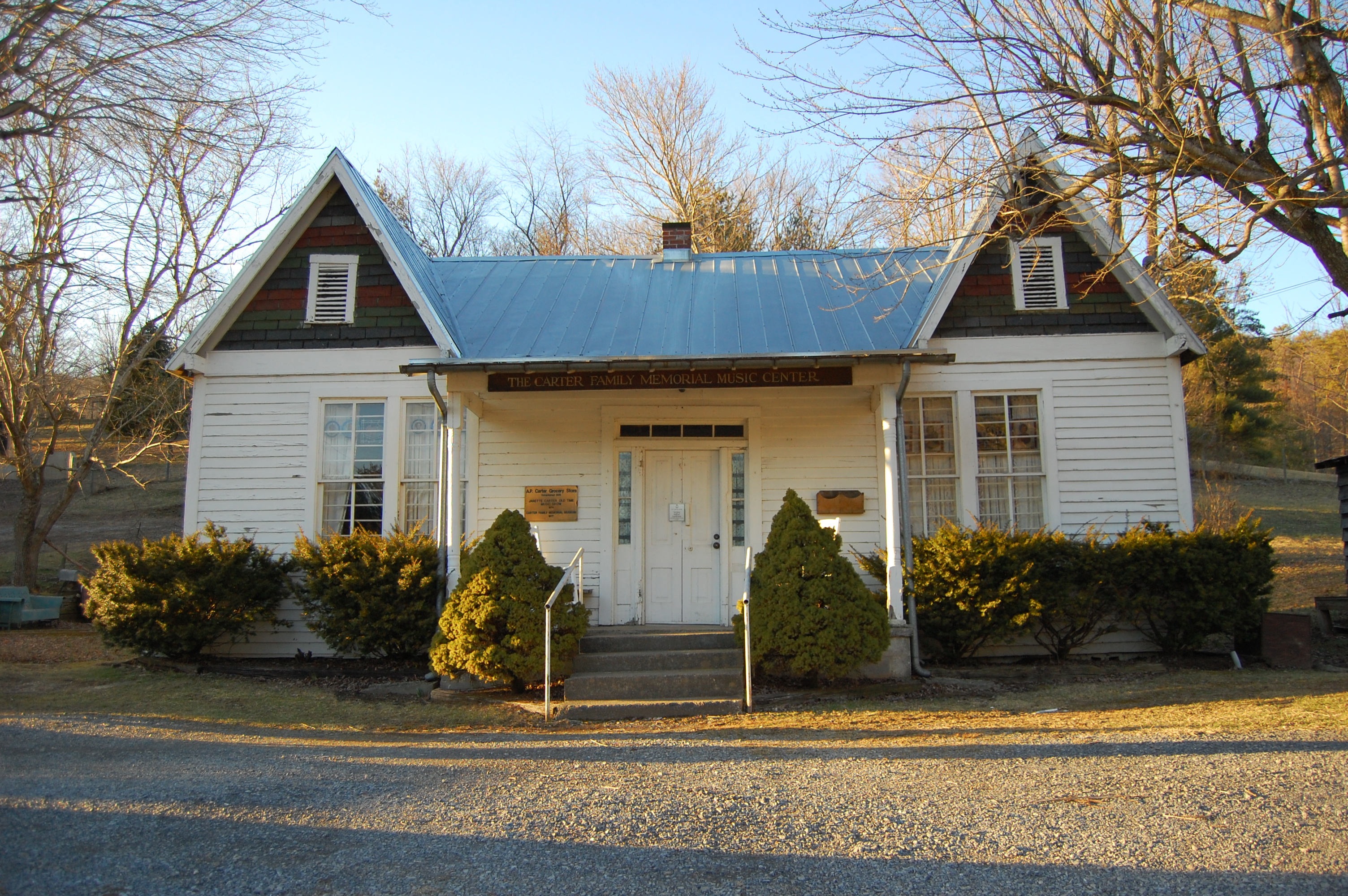
متجر أيه بي كارتر الذي أداره بعد تقاعده من الموسيقى

توفي كارتر في كينغسبورت في تينيسي يوم 7 نوفمبر 1960 عن عمر يناهز 68 عامًا.  ودفن في مقبرة كنيسة ماونت فيرنون الميثودية في منطقة ماسيس سبرينغ.

## الإرث

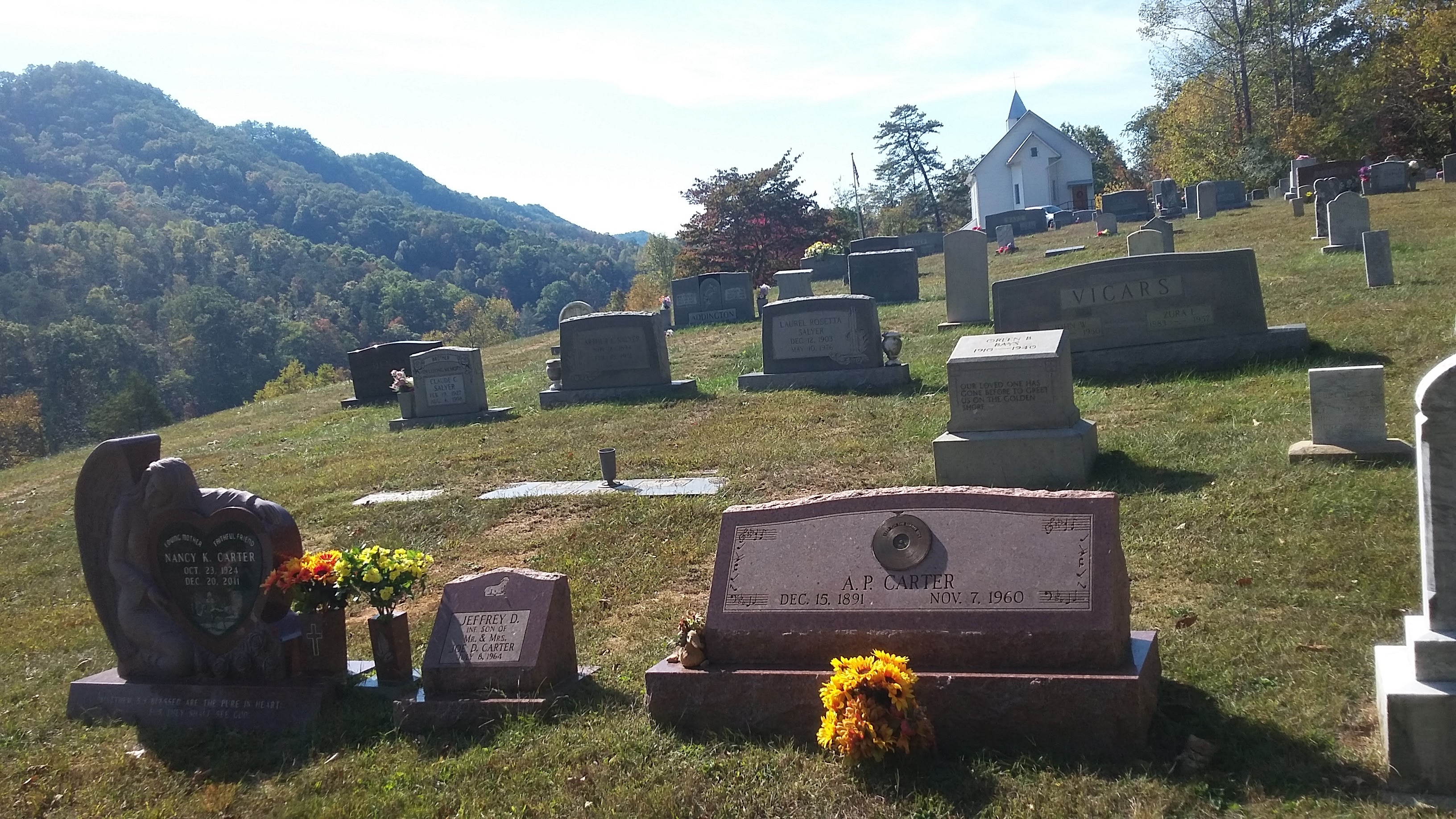
قبر أيه بي كارتر في كنيسة ماونت فيرنون الميثودية

رغم أن أيه بي مات وهو شبه منسي، إلا أنه أدخل في قاعة مشاهير كتاب الأغاني في ناشفيل في عام 1970. كما أدخل كجزء من عائلة كارتر في قاعة مشاهير موسيقى الكانتري في عام 1970. في عام 1993، ظهرت صورته على طابع بريد أمريكي يكرم عائلة كارتر. في عام 2001 تم تعيينه بعد وفاته في قاعة مشاهير موسيقى البلوغراس الدولية.
عرضت قناة بي بي إس عرضًا مدته ساعة واحدة عن عائلة كارتر عام 2005 ضمن سلسلة التجربة الأمريكية American Experience.
في السنوات الأخيرة، قام مسرح بارتر في أبينغدون، فيرجينيا بأداء مسرحية مبنية على حياة أيه بي كارتر بعنوان Keep on the Sunny Side، على اسم إحدى أشهر أغاني الفريق.
تم إدراج منزل أيه بي وسارة كارتر، ومنزل طفولة أيه بي كارتر ومتجره، وكذلك منزل مايبيل وعزرا كارتر في السجل الوطني للأماكن التاريخية في فرجينيا.
استأنفت ابنته جانيت كارتر الغناء بشكل منتظم في مكان متجره العام، وذلك بناء على رغبته قبل وفاته، وأصبحت المنظمة معروفة باسم "Carter Family Fold”، والتي تواصل تقديم العروض للموسيقى الأبالاشية.

## وصلات خارجية
أيه بي كارتر على موقع الموسوعة البريطانية (الإنجليزية)
- أيه بي كارتر على موقع ميوزك برينز (الإنجليزية)
- أيه بي كارتر على موقع أول ميوزيك (الإنجليزية)
- أيه بي كارتر على موقع ديسكوغز (الإنجليزية)
- Nashville Songwriters Foundation
- PBS Special: The Carter Family: Will the Circle Be Unbroken.
- Friends of the Carter Family Fold
- أيه بي كارتر على موقع فايند أغريف